# ایستگاه ساوت گرندویل
ایستگاه ساوت گرندویل (انگلیسی: South Granville station) یک ایستگاه زیرزمینی برنامه‌ریزی شده برای خط میلنیوم،  سیستم مترو ونکوور اسکای‌ترین (ونکوور) است. این ایستگاه در گوشه شمال شرقی تقاطع غرب برادوی و خیابان گرنویل در منطقه گرنویل جنوبی در مرز محله‌های فیرویو و Kitsilano در ونکوور، بریتیش کلمبیا، کانادا واقع خواهد شد. قرار است در سال ۲۰۲۵ افتتاح شود.